# 柚木進
柚木 進（ゆき すすむ、1920年9月28日 - 1997年10月22日）は、広島県呉市山手町出身のプロ野球選手（投手）。
両リーグ分立前後に南海ホークスのエースとして活躍。1951年に南海の両リーグ分立後初優勝に貢献し、1952年にはパ・リーグの投手として史上初の最高殊勲選手（MVP）を受賞している。一方で、3年連続を含め4度に亘って19勝を記録するも、一度も20勝投手になれなかった。

## 経歴
呉港中学で藤村富美男の4学年下、弟の藤村隆男と同期。進の兄である柚木俊治は藤村富美男とともに1934年夏の甲子園の優勝メンバーであった（立教大学に進学、太平洋戦争で戦死）。呉港中学二年の1935年夏大会で代打として1試合出場。1937年夏大会には2学年上のエースで4番田川豊と、投手兼・ファースト3番で出場。藤村隆男も投手兼・センター6番で、3投手を擁したが準々決勝でこの年準優勝した熊本工業の川上哲治に3安打に抑えられた（1-5）。この大会三試合に、この3人が入れ代わり立ち代わり投げたが、二回戦の平安中学戦で10点取られたのを始めよく打たれた。
1940年に法政大学に進学し、エースとして活躍。サウスポー独特の内角にクロスする速球で六大学の打者を手こずらせた。また打撃にも優れ先輩・田川らと1941年春、法政5度目の優勝に貢献。しかし華やかな野球人生は戦争で挫折、応召し満州国へ従軍した。戦後もソビエト連邦の捕虜となり、長くシベリアでの強制労働を強いられた（シベリア抑留）。その時腰を痛め、後遺症でその後も突然の脱力感に襲われることがあった。　　
1947年10月頃にシベリアから実家のある呉に帰還。早速、法政大学の先輩である南海監督の鶴岡一人から勧誘を受ける。しかし、立教大学で投手をしていた兄の俊治が戦死したことから、柚木は安定した会社員を希望しており、既に南洋興発への就職が決まっていた。ここで、鶴岡の情熱と熱意によって柚木は翻意し、南海入団の運びとなった。鶴岡は東京にある南洋興発への入社辞退のお詫びまで同行したという。その後、一足違いで呉港中の同期・藤村隆男が帰還を知って阪神勧誘のために自宅に訪れている。
1948年は新人ながら19勝を挙げ、防御率はリーグ2位となる1.89を記録。以後7年連続2桁勝利を挙げ南海黄金時代にエースとして君臨した。長いブランクからか二年目には早くも球威が落ちたが、それまでの力で押す投球からワザの投球へ、変化球投手に見事にモデルチェンジ。癖のない投法、華麗なフォームで、完璧ともいうべき制球力、打者の心理を読む投球術を兼備しており、この間4度19勝を挙げた。
1951年は防御率第1位投手。1952年も防御率1位、勝率1位、奪三振1位の投手三冠を達成、ベストナイン・MVPにも選ばれた。二年連続・防御率1位は過去11人しか記録していない大記録である。その一方、19勝のシーズンを何度も記録しながら、ついにシーズン20勝を一度も経験しなかった投手としても知られる。
大きなカーブを新興の西鉄が特別苦手にしていたが、若手の中西太や豊田泰光に打ち込まれるようになると南海と西鉄の立場が逆転した。1956年引退。
杉浦の入団した1958年は投手コーチとして現役時から引き続き背番号21を付けていたが、杉浦が21を希望したため杉浦に背番号を渡した。投手コーチとして鶴岡監督に新入団の杉浦を開幕投手に推薦。11年間、投手コーチ、スカウト、二軍監督を歴任。コーチ時代には皆川睦雄・杉浦忠・森中千香良・三浦清弘・新山彰忠らを育てるなど南海黄金時代を陰で支えた。南海監督が野村克也から広瀬叔功に代わった1978年に、古き良き時代復古のため10年ぶりに投手コーチに復帰し、新人村上之宏を抜擢して新人王を取らせた。
スカウトとしては温和な堀井数男と豪傑な柚木とで名コンビを組み、藤田学、高柳秀樹らの獲得に関わり、門田博光を発掘した実績を持つ。門田は「かつてエースとして活躍された柚木さんのスカウト第1号で入団しました。大阪球場であった繊維会社だらけの大会で見てくれたようです。当時倉敷レーヨンに所属していて、その大会でホームランを打ったのですが、それより、そのあとの打席で代打を出されたとき、僕が何一つ不平不満を言わずに下がっていったらしいです。なんでホームラン打ったのに代えられるんだ、みたいなことを全くしなかった。そのシーンに好感を持ったからと言われました。」と述べている。　
1997年10月22日死去。77歳没

## 詳細情報

### 年度別投手成績
| 年 度     | 球 団     | 登 板 | 先 発 | 完 投 | 完 封 | 無 四 球 | 勝 利 | 敗 戦 | セ 丨 ブ | ホ 丨 ル ド | 勝 率 | 打 者 | 投 球 回 | 被 安 打 | 被 本 塁 打 | 与 四 球 | 敬 遠 | 与 死 球 | 奪 三 振 | 暴 投 | ボ 丨 ク | 失 点 | 自 責 点 | 防 御 率 | W H I P |
| --------- | --------- | ----- | ----- | ----- | ----- | -------- | ----- | ----- | -------- | ----------- | ----- | ----- | -------- | -------- | ----------- | -------- | ----- | -------- | -------- | ----- | -------- | ----- | -------- | -------- | ------- |
| 1948      | 南海      | 42    | 22    | 14    | 3     | 1        | 19    | 11    | --       | --          | .633  | 965   | 248.0    | 180      | 5           | 55       | --    | 3        | 122      | 1     | 1        | 67    | 52       | 1.89     | 0.95    |
| 1949      | 南海      | 36    | 19    | 7     | 2     | 0        | 13    | 13    | --       | --          | .500  | 864   | 196.1    | 220      | 18          | 62       | --    | 4        | 88       | 2     | 1        | 111   | 86       | 3.93     | 1.44    |
| 1950      | 南海      | 42    | 28    | 12    | 1     | 2        | 19    | 10    | --       | --          | .655  | 1052  | 255.0    | 237      | 15          | 71       | --    | 1        | 132      | 2     | 1        | 101   | 79       | 2.79     | 1.21    |
| 1951      | 南海      | 36    | 23    | 10    | 1     | 4        | 19    | 5     | --       | --          | .792  | 772   | 198.1    | 160      | 12          | 34       | --    | 1        | 104      | 2     | 0        | 57    | 46       | 2.08     | 0.98    |
| 1952      | 南海      | 40    | 17    | 9     | 2     | 1        | 19    | 7     | --       | --          | .731  | 739   | 193.0    | 160      | 6           | 28       | --    | 2        | 104      | 1     | 0        | 53    | 41       | 1.91     | 0.97    |
| 1953      | 南海      | 30    | 19    | 11    | 3     | 4        | 16    | 8     | --       | --          | .667  | 732   | 181.0    | 170      | 8           | 33       | --    | 3        | 93       | 1     | 0        | 62    | 51       | 2.54     | 1.12    |
| 1954      | 南海      | 33    | 19    | 5     | 2     | 0        | 14    | 6     | --       | --          | .700  | 624   | 159.1    | 143      | 15          | 25       | --    | 1        | 55       | 0     | 0        | 48    | 42       | 2.36     | 1.05    |
| 1955      | 南海      | 19    | 13    | 1     | 1     | 0        | 3     | 4     | --       | --          | .429  | 275   | 71.0     | 60       | 1           | 11       | 0     | 0        | 25       | 0     | 0        | 23    | 17       | 2.15     | 1.00    |
| 1956      | 南海      | 3     | 3     | 0     | 0     | 0        | 1     | 0     | --       | --          | 1.000 | 39    | 9.2      | 8        | 0           | 2        | 0     | 0        | 5        | 0     | 0        | 5     | 4        | 3.60     | 1.03    |
| 通算：9年 | 通算：9年 | 281   | 163   | 69    | 15    | 12       | 123   | 64    | --       | --          | .658  | 6062  | 1511.2   | 1338     | 80          | 321      | 0     | 15       | 728      | 9     | 3        | 527   | 418      | 2.49     | 1.10    |

- 各年度の太字はリーグ最高

### タイトル
- 最優秀防御率：2回 （1951年[5]、1952年）※2年連続受賞は戦後初、左腕投手としてはパ・リーグ史上唯一
- 最多奪三振：1回 （1952年）  ※当時連盟表彰なし、パシフィック・リーグでは1989年より表彰
- 最高勝率：1回 （1952年）

### 表彰
- 最高殊勲選手（MVP）：1回 （1952年）※投手としてパ・リーグ初の受賞
- ベストナイン：1回 （投手部門：1952年）

### 記録
- 54.1イニング連続無与四死球 （1953年8月5日 - 9月23日）
- オールスターゲーム出場：4回 （1951年 - 1954年）

### 背番号
- 21 （1948年 - 1957年）
- 52 （1958年 - 1968年）
- 60 （1978年）